# Русовце
Русовце (слч. Rusovce, хрв. Rosvar) је градска четврт Братиславе, у округу Братислава V, у Братиславском крају, Словачка Република.

## Становништво
Према подацима о броју становника из 2011. године градско насеље је имало 2.891 становника.